# 정수기 (펜싱 선수)
정수기(鄭守基, 1971년 6월 11일~)는 대한민국의 펜싱 선수로 주 종목은 플뢰레이다. 1994년 아시안 게임에서 단체전 금메달을 획득했고, 1996년 하계 올림픽에 참가하였다.